# Боголюбівка
Боголюбівка (до 2016 — Жовтне́ве) — село в Україні, в Куньєвській сільській громаді Ізюмського району Харківської області. Населення становить 74 осіб.
В селі розташоване Жовтневе водосховище.

## Географія
Село Боголюбівка розміщене на правому березі річки Мокрий Ізюмець, вище за течією на відстані 3 км розташоване село Бугаївка, нижче за течією на відстані 2 км — село Чистоводівка. Річка в цьому місці пересихає. По селу протікає пересихаючий струмок на якому зроблена загата.

## Економіка
- Молочно-товарна ферма.

## Населення
Згідно з переписом УРСР 1989 року чисельність наявного населення села становила 95 осіб, з яких 46 чоловіків та 49 жінок.
За переписом населення України 2001 року в селі мешкали 74 особи.

### Мова
Розподіл населення за рідною мовою за даними перепису 2001 року:
| Мова       | Кількість | Відсоток |
| ---------- | --------- | -------- |
| українська | 69        | 93.24%   |
| російська  | 5         | 6.76%    |
| Усього     | 74        | 100%     |